# Concilium Medii Aevi
Concilium Medii Aevi (Abkürzung: CMA) ist die erste deutschsprachige Online-Zeitschrift für Mittelalter- und Frühneuzeitforschung. Sie wird durch die Universitätsbibliothek Heidelberg als open access e-journal zur Verfügung gestellt.
Das Periodikum hat sich seit seiner Gründung im Jahr 1998 zu einem international anerkannten interdisziplinären Forum für Mediävistik und Forschung zur Frühen Neuzeit entwickelt. Die Beiträge und Rezensionen kommen aus Geschichtswissenschaft, Kunstgeschichte, Archäologie, Germanistik und weiteren Fächern. Studentische Arbeiten werden ausdrücklich berücksichtigt.
Schriftleiterin und Geschäftsführerin der Zeitschrift ist Nathalie Kruppa, Mitarbeiterin bei der „Germania Sacra“-Arbeitsstelle an der Göttinger Akademie der Wissenschaften. Die Redaktion ist interdisziplinär besetzt. Eingereichte Beiträge werden im vier-Augen-Prinzip begutachtet. 